# Leš
Leš ili kadaver je mrtvo ljudsko telo koje koriste studenti medicine, lekari i drugi naučnici za proučavanje anatomije, identifikovanje mesta bolesti, utvrđivanje uzroka smrti i obezbeđivanje tkiva za korigovanje defekata živih ljudskih bića. Studenti u medicinskoj školi proučavaju i seciraju kadavere u okviru svog obrazovanja. Osim njih u izvesnom smislu kadavere proučavaju arheolozi i umetnici.
Izraz kadaver se koristi na sudovima za označavanje mrtvog tela, kao i od strane spasilačkih timova koji vrše potrage za telima osoba zahvaćenih prirodnim katastrofama. Reč dolazi od latinske reči cadere („pasti”). Trupni transplantat (koji se takođe naziva i „postmortem graft”) je presađivanje tkiva sa mrtvog tela na živog čoveka kako bi se korigovao defekat ili sakaćenje. Mrtva tela se mogu koristiti za određivanje njihovog stupnja raspadanja, što je korisno pri utvrđivanju dužine perioda tokom koga je telo bilo mrtvo.
Leševi su korišćeni u umetnosti za tačnije prikazivanje ljudskog tela na slikama i crtežima.

## Ljudska dekompozicija
Razmatranje različitih faza dekompozicije može pomoći u utvrđivanju koliko dugo je telo bilo mrtvo.

### Stadijumi dekompozicije
- Prva faza je autoliza, poznatija kao samovarenje, tokom koje se ćelije tela uništavaju dejstvom sopstvenih enzima za varenje. Međutim, ti se enzimi oslobađaju u ćelijama zbog prestanka aktivnih procesa u ćelijama, a ne kao aktivni proces. Drugim rečima, iako autoliza liči na aktivni proces varenja hranljivih materija od strane živih ćelija, mrtve ćelije se aktivno ne vare kao što se često tvrdi u popularnoj literaturi, a kao što sinonim autolize - samovarenje - naizgled implicira. Kao rezultat autolize stvara se tečnost koja prodire između slojeva kože i rezultira njenim ljuštenjem. U ovom stadijumu, muve (kada su prisutne) počinju da polažu jaja u otvore tela: oči, nozdrve, usta, uši, otvorene rane i druge otvore. Izležene larve (crvi) insekata naknadno prodiru pod kožu i počinju da konzumiraju telo.
- Druga faza raspadanja je nadimanje. Bakterije u crevima počinju da razgrađuju tkiva u telu, oslobađajući gas koji se nakuplja u crevima, koji postaje zarobljen zbog ranog kolapsa tankog creva. Ova nadutost se javlja uglavnom u trbuhu, a ponekad i u ustima, jeziku i genitalijama. To se obično dešava oko druge nedelje raspadanja. Akumulacija i naduvavanje gasa se nastavlja se sve dok se telo ne razgradi u dovoljnoj meri da gas može izađe.
- Treća faza je truljenje. To je poslednja i najduža faza. Truljenjem se veće strukture tela raspadaju, i tkiva se utečnjavaju. Digestivni organi, mozak i pluća se prvi raspadaju. U normalnim uslovima, ovi organi se ne mogu prepoznati nakon tri nedelje. Mišiće mogu jesti bakterije ili ih proždiru životinje. Na kraju, ponekad nakon nekoliko godina, preostaje samo kostur. U tlima bogatim kiselinama, kostur će se vremenom rastvoriti u svoje osnovne hemikalije.

Brzina raspadanja zavisi od mnogih faktora, uključujući temperaturu i okolinu. Što je okruženje toplije i vlažnije, to se telo brže razgrađuje. Prisustvo životinja koje konzumiraju leš takođe će rezultirati izlaganjem kostura, dok one konzumiraju delove raspadajućeg tela.

## Istorija
Istorija upotrebe mrtvih tela ispunjena je kontroverzama, naučnim dostignućima i novim otkrićima. Sve je počelo u drevnoj Grčkoj u 3. veku pne, sa dva lekara po imenu Herofil iz Halkidona i Erazistrat sa Keje. Oni su praktikovali disekciju kadavera u Aleksandriji, i to je bilo dominantno sredstvo za proučavanje anatomije. Nakon njihovog vremena, popularnost anatomske disekcije je opala, i nakon nekog vremena disekcija se više nije koristila. Ovaj pristup pe ponovo ušao u upotrebu tek u 12. veku, a postao je popularan u 17. veku i od tada se stalno koristi.
Iako su Herofil i Erazistrat imali odobrenja da koriste leševe za seciranje, ipak su postojali brojni tabui oko korišćenja kadavera u anatomske svrhe, a ti su se osećaji zadržali stotinama godina. Od vremena kada je anatomska disekcija stekla svoje korene u 3. veku pne do oko 18. veka bila je povezana sa beščašćem, nemoralom i neetičkim ponašanjem. Mnoga od ovih gledišta bila su uzrokovana religioznim verovanjima i estetskim tabuima, i bila su duboko ukorenjena u poimanja javnosti i crkve. Kao što je gore pomenuto, seciranje mrtvaca ponovo se ustalilo oko 12. veka. U to vreme disekcija je još uvek smatrana nečasnom, ali nije bila zabranjena. Umesto toga, crkva je uspostavila određene odredbe za zabranjivanje i dozvoljavanje određenih postupaka. Ono što je bilo monumentalno za naučni napredak izdao je car Svetog rimskog carstva Fridrih II 1231. godine. Ovom uredbom je navedeno da će se ljudsko telo secirati jednom svakih pet godina radi anatomskih studija, i zahtevalo se da prisustvuju svi koji su obučeni ili se trenutno bave medicinom ili hirurgijom. Ovi događaji su ono što je dovelo do prve sankcionisane ljudske disekcije nakon 300 pne, a javno ju je izvodio Mondino de Luci. Ovaj vremenski period stvorio je veliki entuzijazam u pogledu toga šta ljudska disekcija može da omogući nauci, i privukao je studente iz cele Evrope da započnu studije medicine.
U svetlu novih otkrića i napretka do kojih je došlo, religiozno moderiranje seciranja se značajno relaksiralo, ali je javna percepcija o tome i dalje bila negativna. Zbog ovakvog shvatanja, jedini legalni izvor leševa bili su leševi zločinaca koji su pogubljeni, obično vešanjem. Mnogi od prestupnika čiji su zločini „zahtevali“ seciranje, kao i njihove porodice, su čak smatrale da je seciranje strašnije i više ponižavajuće od samog zločina ili smrtne kazne. Bilo je mnogo tuča, a ponekad i nereda kada su rođaci i prijatelji pokojnika, koji će uskoro biti secirani, pokušavali da zaustave dostavljanje leševa sa mesta vešanja anatomistima. Tadašnja vlada (17. vek) je iskoristila ove nedoumice koristeći seciranje kao pretnju protiv činjenja teških zločina. Čak su povećali broj zločina koji su kažnjeni vešanjem na preko 200 krivičnih dela. Ipak, kako je seciranje leševa postalo još popularnije, anatomisti su bili primorani da pronađu druge načine za dobijanje leševa.

## U umetnosti
Od rane istorije, slučajevi uključivanja i predstavljanja leševa u umetnosti bili su brojni; na primer, kao u neoasirskim izvajanim reljefima plutajućih leševa na reci (oko 640. pre nove ere), i u Aristofanovoj komediji Žabe (405. pne), kao memento mori i spomenici leševima.
Izučavanje i podučavanje anatomije kroz vekove ne bi bilo moguće bez skica i detaljnih crteža otkrića pri radu sa ljudskim leševima. Umetnički prikaz postavljanja delova tela igra ključnu ulogu u proučavanju anatomije i u pomaganju onima koji rade sa ljudskim telom. Ove slike služe kao jedini pogled u telo kojem većina nikada neće lično svedočiti.
Proučavanje ljudskog tela nije bilo izolovano samo za medicinske doktore i studente, jer su mnogi umetnici svoju stručnost odražavali kroz majstorske crteže i slike. Detaljno proučavanje ljudske i životinjske anatomije, kao i seciranje leševa, koristio je rani italijanski renesansni čovek Leonardo da Vinči u nastojanju da tačnije prikaže ljudsku figuru kroz svoj rad. Proučavao je anatomiju iz spoljašnje perspektive kao šegrt kod Andrea del Verokija, što je počelo 1466. godine. Tokom svog šegrtovanja, Leonardo je savladao crtanje detaljnih verzija anatomskih struktura kao što su mišići i tetive do 1472. godine.
Njegov pristup prikazu ljudskog tela bio je sličan onom pri izučavanju arhitekture, pružajući višestruke poglede i trodimenzionalne perspektive onoga čemu je lično svedočio. Jedan od prvih primera za ovo je korišćenje trodimenzionalnih perspektiva za crtanje lobanje 1489. godine. Nakon daljeg proučavanja pod Verokijem, neki od anatomskih radova Leonarda da Vinčija objavljeni su u njegovoj knjizi Traktat o slikarstvu. Nekoliko godina kasnije, 1516, on se udružio sa profesorom i anatomom Markantoniom dela Torom u Firenci, u Italiji da nastavi dalje studiranje. Njih dvoje su počeli da sprovode seciranje ljudskih leševa u bolnici Santa Marija Nuova, a kasnije u bolnicama u Milanu i Rimu. Kroz svoje studije, da Vinči je bio verovatno prvi koji je tačno nacrtao prirodni položaj ljudskog fetusa u materici, preko leša pokojne majke i njenog nerođenog deteta. Pretpostavlja se da je ukupno sproveo oko 30 disekcija. Njegov rad sa leševima mu je omogućio da prikaže prve crteže pupčane vrpce, materice, grlića materice i vagine i na kraju ospori uverenja da je materica imala više komora u slučaju višestrukih porođaja. Izveštava se da je između 1504. i 1507. eksperimentisao sa mozgom vola tako što je umetnuo cev u šupljine komora, ubrizgavao vrući vosak i strugao mozak ostavljajući odliv od komora. Da Vinčijevi napori su se pokazali od velike pomoći u proučavanju ventrikularnog sistema mozga. Da Vinči je stekao razumevanje o tome šta se mehanički dešava ispod kože kako bi bolje prikazao telo kroz umetnost. Na primer, uklonio je kožu lica leša da bi pažljivije posmatrao i nacrtao mišiće koji pomeraju usne kako bi stekao holističko razumevanje tog sistema. Takođe je sproveo temeljnu studiju stopala i skočnog zgloba koja je i dalje u skladu sa sadašnjim kliničkim teorijama i praksom. Njegov rad sa ramenom takođe odražava moderno razumevanje njihovog kretanja i funkcija, koristeći mehanički opis koji ga upoređuje sa užadima i koturovima. Takođe je bio jedan od prvih koji je proučavao neuroanatomiju i napravio je veliki napredak u razumevanju anatomije oka, optičkih nerava i kičme, ali su nažalost njegove kasnije otkrivene beleške bile neorganizovane i teško ih je bilo dešifrovati zbog njegove prakse pisanja obrnutog pisma (pisanje u ogledalu).

## Literatura
- Jones DG (2000). Speaking for the Dead: Cadavers in Biology and Medicine. Aldershot: Ashgate. ISBN 978-0-7546-2073-0.
- Roach M (2003). Stiff: The Curious Lives of Human Cadavers. New York, NY: W. W. Norton and Company Inc.
- Shultz S (1992). Body Snatching: the Robbing of Graves for the Education of Physicians. Jefferson, North Carolina: McFarland & Company Inc.
- Wright-St Clair RE (februar 1961). „Murder For Anatomy”. New Zealand Medical Journal. 60: 64—69.
- Bates, A. W. (2010). The Anatomy of Robert Knox: Murder, Mad Science, and Medical Regulation. Sussex Academic Press. ISBN 978-1-84519-381-2.
- Lonsdale, Henry (1870). Sketch of the Life and Writings of Robert Knox the Anatomist. London: Macmillan.
- Macalister, Alexander (1910). James Macartney: A Memoir.
- MacDonald, Helen P. (2005). Human Remains: Episodes in Human Dissection. ISBN 978-0-522-85157-1.
- Richardson, Ruth (2001). Death, Dissection and the Destitute. ISBN 978-0-226-71240-6.
- Rosner, Lisa (2009). The Anatomy Murders: Being the True and Spectacular History of Edinburgh's Notorious Burke and Hare and of the Man of Science Who Abetted Them in the Commission of Their Most Heinous Crimes. University of Pennsylvania Press. ISBN 978-0-8122-4191-4.